# Carlo di Spagna
Carlo d'Asburgo, infante di Spagna (Madrid, 15 settembre 1607 – Madrid, 30 luglio 1632), è stato il quinto figlio di re Filippo III e Margherita d'Austria-Stiria, fratello minore di Filippo IV.

## Biografia
Fu il secondo nella linea di successione al trono dopo la nascita del principe Baltasar Carlos, suo nipote, nel 1629.
Sebbene non avesse buoni rapporti con il valido del fratello, il conte-duca di Olivares, e vari nobili avversari di quest'ultimo cercassero di sfruttare la sua influenza per farlo cadere, Carlos si mostrò sempre poco attratto dalla politica.
Fu vicino a salire al trono durante la gravissima malattia di Filippo IV, da cui poi si ristabilì. A seguito della nascita dell'erede al trono, il principe Baltasar Carlos, il suo interesse per la politica, se mai ci fu, svanì completamente.
Morì nel 1632 a soli 25 anni di età: fu uno dei personaggi più enigmatici di quel periodo a causa della sua personalità eccentrica e malinconica, forse dovuta a qualche forma di infermità mentale.
Alla sua morte, Francisco de Quevedo gli dedicò un sonetto intitolato Túmulo al serenísimo Infante Don Carlos.

## Il ritratto di Velázquez
L'infante Don Carlos fu ritratto da Velázquez verso il 1628: il risultato fu una delle opere più affascinanti ed eleganti realizzate dal genio di Siviglia durante i suoi primi anni di permanenza a Madrid.
In esso Don Carlos adotta una postura rilassata e disinvolta, veste un austero abito nero, ravvivato però dalle maniche verdi, decorato con una grossa catena d'oro e le insegne dell'Ordine del Toson d'oro. La figura, che si staglia su uno spazio scuro e profondo, trasmette una sensazione di autorevolezza, attenuata però dal fine particolare del guanto trattenuto per il dito medio dalla mano destra, a dare un certo contrappunto di indolenza e familiarità. Notevole appare la somiglianza di Carlos con il fratello maggiore, il re Filippo IV.

## Ascendenza
|                             |                        |                           | Genitori                 |  |  | Nonni |  |  | Bisnonni          |  |  | Trisnonni           |  |
|                             |                        |                           |                          |  |  |       |  |  | Carlo V d'Asburgo |  |  | Filippo I d'Asburgo |  |
|                             |                        |                           |                          |  |  |       |  |  | Carlo V d'Asburgo |  |  | Filippo I d'Asburgo |  |
|                             |                        | Giovanna di Castiglia     |                          |  |  |       |  |  | Carlo V d'Asburgo |  |  |                     |  |
| Filippo II di Spagna        |                        |                           |                          |  |  |       |  |  | Carlo V d'Asburgo |  |  |                     |  |
|                             |                        | Isabella d'Aviz           | Manuele I del Portogallo |  |  |       |  |  |                   |  |  |                     |  |
|                             |                        | Isabella d'Aviz           | Manuele I del Portogallo |  |  |       |  |  |                   |  |  |                     |  |
|                             |                        | Isabella d'Aviz           | Maria di Trastámara      |  |  |       |  |  |                   |  |  |                     |  |
| Filippo III di Spagna       |                        | Isabella d'Aviz           |                          |  |  |       |  |  |                   |  |  |                     |  |
|                             |                        | Massimiliano II d'Asburgo | Ferdinando I d'Asburgo   |  |  |       |  |  |                   |  |  |                     |  |
|                             |                        | Massimiliano II d'Asburgo | Ferdinando I d'Asburgo   |  |  |       |  |  |                   |  |  |                     |  |
|                             |                        | Massimiliano II d'Asburgo | Anna Jagellone           |  |  |       |  |  |                   |  |  |                     |  |
| Anna d'Asburgo              |                        | Massimiliano II d'Asburgo |                          |  |  |       |  |  |                   |  |  |                     |  |
|                             |                        | Maria di Spagna           | Carlo V d'Asburgo        |  |  |       |  |  |                   |  |  |                     |  |
|                             |                        | Maria di Spagna           | Carlo V d'Asburgo        |  |  |       |  |  |                   |  |  |                     |  |
|                             |                        | Maria di Spagna           | Isabella d'Aviz          |  |  |       |  |  |                   |  |  |                     |  |
| Carlo di Spagna             |                        | Maria di Spagna           |                          |  |  |       |  |  |                   |  |  |                     |  |
|                             | Ferdinando I d'Asburgo | Filippo I d'Asburgo       |                          |  |  |       |  |  |                   |  |  |                     |  |
|                             | Ferdinando I d'Asburgo | Filippo I d'Asburgo       |                          |  |  |       |  |  |                   |  |  |                     |  |
|                             | Ferdinando I d'Asburgo | Giovanna di Castiglia     |                          |  |  |       |  |  |                   |  |  |                     |  |
| Carlo II d'Austria          | Ferdinando I d'Asburgo |                           |                          |  |  |       |  |  |                   |  |  |                     |  |
|                             |                        | Anna Jagellone            | Ladislao II di Boemia    |  |  |       |  |  |                   |  |  |                     |  |
|                             |                        | Anna Jagellone            | Ladislao II di Boemia    |  |  |       |  |  |                   |  |  |                     |  |
|                             |                        | Anna Jagellone            | Anna di Foix-Candale     |  |  |       |  |  |                   |  |  |                     |  |
| Margherita d'Austria-Stiria |                        | Anna Jagellone            |                          |  |  |       |  |  |                   |  |  |                     |  |
|                             |                        | Alberto V di Baviera      | Guglielmo IV di Baviera  |  |  |       |  |  |                   |  |  |                     |  |
|                             |                        | Alberto V di Baviera      | Guglielmo IV di Baviera  |  |  |       |  |  |                   |  |  |                     |  |
|                             |                        | Alberto V di Baviera      | Maria Giacomina di Baden |  |  |       |  |  |                   |  |  |                     |  |
| Maria Anna di Baviera       |                        | Alberto V di Baviera      |                          |  |  |       |  |  |                   |  |  |                     |  |
|                             |                        | Anna d'Asburgo            | Ferdinando I d'Asburgo   |  |  |       |  |  |                   |  |  |                     |  |
|                             |                        | Anna d'Asburgo            | Ferdinando I d'Asburgo   |  |  |       |  |  |                   |  |  |                     |  |
|                             |                        | Anna d'Asburgo            | Anna Jagellone           |  |  |       |  |  |                   |  |  |                     |  |
|                             |                        | Anna d'Asburgo            |                          |  |  |       |  |  |                   |  |  |                     |  |